# Choanobionta
Clade
Règnes de rang inférieur
- Choanomonada
- Metazoa

Position phylogénétique
- Eukaryota
  - Unikonta
    - Amoebozoa
    - Opisthokonta
      - Holomycota
        - Cristidiscoidea
        - Fungi

      - Holozoa
        - Mesomycetozoa
        - Filozoa
          - Filasterea
          - Choanozoa
            - Choanoflagellata
            - Metazoa

  - Bikonta

Groupe frère :  Filasterea 
Synonymes
- Choanozoa Brunet et King 2017[1]
- Choanimal[1]
- Apoikozoa[1]

Les Choanobionta (choano-organismes), aussi appelés Choanozoa, Choanimal ou Apoikozoa sont un clade d'eucaryotes dont le caractère monophylétique est basé principalement par les analyses moléculaires de l'ARNr 18S.
L'hypothèse de ce regroupement avait autrefois été émise sur la base de la ressemblance entre structures cellulaires des choanoflagellés et celle des choanocytes des éponges, puis abandonné au milieu du XXe siècle pour son aspect trop simpliste…
Leur répartition est mondiale.